# Последнее Рождество
«Последнее Рождество» (англ. Last Christmas) — спецвыпуск между восьмым и девятым сезонами британского научно-фантастического телесериала «Доктор Кто». Премьера серии состоялась 25 декабря 2014 года на канале BBC One.
В рождественском спецвыпуске вернулись к главным ролям Питер Капальди и Дженна Коулман. Участие в съёмках приняли актёры Ник Фрост, Майкл Траутон, Натали Гумеде, Фэй Марсей и Нейтан Макмаллен.

## Синопсис
Настало последнее рождество Доктора и Клары. Клара просыпается от шума. Она выходит на крышу, где её встречают два эльфа и Санта-Клаус, а позже появляется и сам Доктор. Клара и Доктор отправляются на арктическую базу, где на них и ещё на четырёх учёных нападают снокрабы. Герои оказываются в череде снов внутри сна. Им удаётся спастись. Доктор и Клара продолжают путешествовать вместе.

## Связь с другими сериями и интересные факты
- В серии упоминается научно-фантастический фильм «Чужой» 1979 года, в котором сыграл английский актёр Джон Хёрт, исполнитель роли Военного Доктора во вселенной «Доктора Кто». Другие фильмы, упоминаемые в специальном выпуске: «Нечто из иного мира» (1951), более известный как «Нечто», в котором группе учёных в Арктике угрожает инопланетное существо, и «Чудо на 34-й улице», где человек утверждает, что он на самом деле Санта-Клаус. Все три фильма есть в списке Шоны для рождественского просмотра. Фраза «Кого вы позовёте?» является отсылкой к фильму «Охотники за привидениями». Десятый Доктор произносил эту фразу в эпизоде «Армия призраков», а в «Прячься» Клара говорила, что она и Доктор были охотниками за привидениями[1].
- Майкл Траутон, сыгравший профессора Альберта, является сыном Патрика Траутона, исполнявшего роль Второго Доктора.

## Съёмки
Съёмки начались 8 сентября 2014 года и закончились 3 октября 2014 года.